# Gluone
I gluoni (dall'inglese glue, colla) sono i bosoni di gauge dell'interazione forte. Hanno carica elettrica zero, elicità 1 e la teoria li modellizza con massa nulla. In quanto bosoni vettori hanno spin pari a 1.
Analogamente al fotone riguardo alla carica elettrica nell'interazione elettromagnetica, nella cromodinamica quantistica i gluoni mediano l'interazione tra le particelle dotate di carica di colore, tenendo uniti i quark negli adroni, in particolare nei protoni e nei neutroni garantendo la stabilità del nucleo atomico.
Quando due quark si scambiano un gluone la loro carica di colore cambia. Diversamente dai fotoni, che sono elettricamente neutri, i gluoni possiedono anch'essi, come i quark, una carica di colore, potendo interagire tra loro; questa caratteristica rende la cromodinamica una teoria più complicata rispetto all'elettrodinamica quantistica. I gluoni sono soggetti al fenomeno del confinamento, per il quale non possono esistere isolati ma solo a gruppi. Il loro stato legato viene definito glueball (palla di colla).
Le prime evidenze sperimentali dell'esistenza dei gluoni risalgono all'inizio degli anni 1980 in studi col collisore di elettroni e positroni PETRA del DESY di Amburgo, quando vennero trovate evidenze di una tripla emissione nelle collisioni tra un elettrone ed un protone. Mentre la presenza di 2 jet era attribuita all'emissione di una coppia quark-antiquark, la terza emissione fu interpretata come l'ulteriore emissione di un gluone (immediatamente "rivestito" in un jet) da parte di uno dei due quark.

## Carica di colore
Nel contesto della cromodinamica quantistica (QCD), la carica di colore è una proprietà dei quark e dei gluoni legata all'interazione forte. Ciò è analogo alla nozione di carica elettrica, ma il fatto che il gluone sia dotato di carica di colore, a differenza del fotone che è elettricamente neutro, comporta differenze sia formali sia sostanziali tra la QCD e l'elettrodinamica quantistica (QED). Il "colore" di quark e gluoni non ha nulla a che vedere con i colori percepiti dall'occhio umano.
Il concetto di carica di colore fu introdotto Oscar W. Greenberg poco dopo la proposta dell'esistenza dei quark, avvenuta nel 1964, per spiegare come particelle con caratteristiche identiche possono coesistere all'interno degli adroni non violando il principio di esclusione di Pauli.

## Composizione
I gluoni hanno due componenti di carica di colore: un colore e un anti-colore. Chiamando {\displaystyle r,\,g} e {\displaystyle b} le componenti rosse, verdi e blu (red, green e blue), i gluoni base possibili dovrebbero essere nove:
{\displaystyle r{\bar {r}},r{\bar {g}},r{\bar {b}},g{\bar {r}},g{\bar {g}},g{\bar {b}},b{\bar {r}},b{\bar {g}},b{\bar {b}}}
Una possibile base di gluoni è la seguente (ottetto dei colori):
- {\displaystyle (r{\bar {b}}+b{\bar {r}})/{\sqrt {2}}}
- {\displaystyle -i(r{\bar {b}}-b{\bar {r}})/{\sqrt {2}}}
- {\displaystyle (r{\bar {g}}+g{\bar {r}})/{\sqrt {2}}}
- {\displaystyle -i(r{\bar {g}}-g{\bar {r}})/{\sqrt {2}}}
- {\displaystyle (b{\bar {g}}+g{\bar {b}})/{\sqrt {2}}}
- {\displaystyle -i(b{\bar {g}}-g{\bar {b}})/{\sqrt {2}}}
- {\displaystyle (r{\bar {r}}-b{\bar {b}})/{\sqrt {2}}}
- {\displaystyle (r{\bar {r}}+b{\bar {b}}-2g{\bar {g}})/{\sqrt {6}}}

Un'altra possibile scelta della base di gluoni è:
- {\displaystyle (r{\bar {g}})}
- {\displaystyle (r{\bar {b}})}
- {\displaystyle (g{\bar {b}})}
- {\displaystyle (g{\bar {r}})}
- {\displaystyle (b{\bar {r}})}
- {\displaystyle (b{\bar {g}})}
- {\displaystyle (r{\bar {r}}-g{\bar {g}})/{\sqrt {2}}}
- {\displaystyle (r{\bar {r}}+g{\bar {g}}-2b{\bar {b}})/{\sqrt {6}}}

Quindi vi sono in realtà solo 8 gluoni indipendenti.

## Energia del gluone
Pur essendo privi di massa, i gluoni possiedono comunque energia in analogia ai fotoni (vedi legge di Planck). La quantità di energia per singolo gluone, o energia gluonica, non è direttamente misurabile a causa del confinamento, che non consente l'isolamento di un singolo gluone; tuttavia, essa può essere stimata da esperimenti di scattering anelastico profondo (deep inelastic scattering: DIS). Di conseguenza non esiste una relazione analitica per calcolare l'energia gluonica, come invece accade per il fotone. Lo studio del plasma di quark e gluoni dovrebbe contribuire a chiarire meglio i risultati.